# Dobry Humor-Rysunki
Dobry Humor-Rysunki – ogólnopolskie czasopismo z humorem rysunkowym, wydawane w Polsce przez Wydawnictwo Humoru i Satyry Superpress między 1997 a 1999 r. 
Kierowane przez rysownika Szczepana Sadurskiego, popularyzowało humor rysunkowy i komiks, dając równocześnie młodym twórcom szansę na debiut prasowy. Niektórzy autorzy drukujący w „DH-Rysunki”, z powodzeniem publikowali potem w innych tytułach prasowych. W 1999 r. czasopismo zmieniło nazwę na „Kościotrup” oraz profil, stając się pismem satyrycznym, oprócz rysunków satyrycznych, drukującym także teksty satyryczne wielu autorów. Po kilku numerach zmieniono tytuł na "Twój Dobry Humor".